# Beveuge
Beveuge är en kommun i departementet Haute-Saône i regionen Bourgogne-Franche-Comté i östra Frankrike. Kommunen ligger i kantonen Villersexel som tillhör arrondissementet Lure. År 2022 hade Beveuge 87 invånare.

## Befolkningsutveckling
Antalet invånare i kommunen Beveuge
| Referens: INSEE |